# 從前我死去的家
《以前，我死去的家》是日本作家東野圭吾的長篇推理小說。1994年由雙葉社發行了單行本，1997年5月14日由講談社發行了文庫版。亦有法文版發行，書名與日文同義。

## 出版書籍
| 出版社       | 出版日期       | 格式   | 頁數  | ISBN                   | 譯者   |
| ------------ | -------------- | ------ | ----- | ---------------------- | ------ |
| 雙葉社       | 1994年5月      | 單行本 | 257頁 | ISBN 978-4-57-523189-2 | 不適用 |
| 講談社       | 1997年5月14日  | 文庫本 | 314頁 | ISBN 978-4-06-263507-3 | 不適用 |
| 朝鮮 (地區)  | 2008年11月27日 | 平裝書 | 328頁 | ISBN 978-897-919847-8  |        |
| Actes Sud    | 2010年4月3日   | 平裝書 | 253頁 | ISBN 978-274-278951-1  |        |
| Actes Sud    | 2011年11月2日  | 口袋書 | 253頁 | ISBN 978-233-000132-2  |        |
| 南海出版公司 | 2013年7月      | 平裝書 | 214頁 | ISBN 978-7-5442-6506-5 | 李盈春 |
| 皇冠出版社   | 2015年7月6日   | 平裝書 | 272頁 | ISBN 978-957-333-164-3 | 王蘊潔 |

## 故事簡介
「我完全沒有小時候的回憶」。為了取回七年前分手的戀人沙也加的記憶，我和她造訪了「夢幻之家」——那是一間靜靜地肅立在渺無人煙的深山中的、富有異國情調的白色小屋。在那裡，令人恐懼的真相正等待著兩人……

## 登場人物
我
理學部物理學科第七講座研究助手。30歲左右。
中野 沙也加（Nakano Sayaka）
舊姓倉橋。「我」在高二至大四約六年間交往的前女友。現在是專業主婦，丈夫在美国商社工作，很少回日本。30歲左右。
御厨 佑介（Mikuriya Yuusuke）
位於松原湖畔灰色的家的原住客，在那裡留下一本日記。由于佑介的爸爸御厨雅和经常殴打他，最后他无法忍受，用煤油瓶点燃了房屋，准备烧死那混蛋，但自己不幸死亡 .
倉橋 民子（Kurahashi Tamiko）
御厨家的保姆。仓桥沙也加的母亲。
御厨 啟一郎（Mikuriya Keiichirou）
位於松原湖畔灰色的家的原住客。退休法官。是御厨佑介的爷爷，不满御厨佑介的爸爸在圣诞节送玩具给儿子当礼物，认为应当送书
御厨 藤子（Mikuriya Fujiko）
在御厨佑介的日記里出現，是他的奶奶。
御厨 雅和（Mikuriya Masakazu）
在御厨佑介的日記里出現，御厨佑介的爸爸。被稱為「那個混蛋」。曾经在御厨启一郎的协助下，到学校当社会科教师，后因赌博被学校开除。
美晴（Miharu）
沙也加的大女兒。由于沙也加换上了育儿神经官能症，美晴由婆婆抚育。
中野 政嗣（Nakano Masatsugu）
御厨啟一郎的恩師。帮助御厨雅和找到了学校社会科教师的工作。
小倉 莊八（Ogura Souhachi）
神奈川縣警的警察。调查御厨家案件。
磯貝（Isogai）
實業家。
工藤（Kudou）
「我」和沙也加在高中時代的同學，班會的幹事。
御廚久美
和「我」去找記憶的人，就是「我」叫沙也加的人，其實是御廚佑介的妹妹，「那傢伙」帶來的茶米(沙也加的小名)

## 外部連結
- （日語）http://bookclub.kodansha.co.jp/bc2_bc/search_view.jsp?b=2635070 （页面存档备份，存于）
- （简体中文）從前我死去的家 (豆瓣) （页面存档备份，存于）